# Capitol (série télévisée)
Pour les articles homonymes, voir Capitol.
Capitol est un soap opera américain en 1 270 épisodes de 25 minutes, créé par Stephen Karpf et Elinor Karpf et diffusé entre le 26 mars 1982 et le 20 mars 1987 sur le réseau CBS.
En France, 150 épisodes sont diffusés à partir du 29 mars 1986 sur Antenne 2 puis sur La Cinq.

## Synopsis
Ce feuilleton met en scène deux familles aisées, les McCandless et les Clegg, qui s'affrontent depuis des années pour le pouvoir politique et une sombre histoire de vengeance, dans la ville de Washington.
Selon la recette éprouvée des grands soaps (Dallas, Dynastie, Falcon Crest), Capitol s'appuie d'une part sur des valeurs éprouvées de l'écran (Carolyn Jones, Constance Towers, Richard Egan et Rory Calhoun) et des nouveaux visages (Dane Witherspoon, Debrah Farentino, Jeff Chamberlain...).

## Distribution
- Carolyn Jones : Myrna Clegg n°1 (1982-1983)
- Marla Adams (en) : Myrna Clegg n°2 (1983)
- Marj Dusay : Myrna Clegg n°3 (1983-1987)
- Teri Hatcher : Angelica Stimac Clegg (1986-1987)
- Robert Sampson : Samuel Clegg II n°1 (1982)
- Richard Egan : Samuel Clegg II n°2 (1982-1987)
- Tonja Walker (en) : Lizbeth Bachman (1982-1986)
- Kimberly Beck : Julie Clegg n°1 (1982-1983)
- Catherine Hickland : Julie Clegg McCandless n°2 (1983-1987)
- Todd Curtis : Jordy Clegg
- Leslie Graves : Brenda Clegg n°1 (1982-1984)
- Ashley Laurence : Brenda Clegg n°2 (1984-1985)
- Karen Kelly : Brenda Clegg n°3 (1985-1987)
- Constance Towers : Clarissa McCandless
- David Mason Daniels : Tyler McCandless n°1 (1982-1985)
- Dane Witherspoon (en) : Tyler McCandless n°2 (1985-1986)
- Kelly Palzis : Gillian McCandless
- Bill Beyers : Wallace « Wally » McCandless
- Brian Robert Taylor : Thomas McCandless n°1 (1982-1983)
- Michael Catlin : Thomas McCandless n°2 (1983-1987)
- Shea Farrell : Matt McCandless n°1 (1982)
- Christopher Durham : Matt McCandless n°2 (1982-1984)
- Ed Nelson : Sénateur Mark Denning
- Tammy Wynette : Darlene Stankowski (1986-1987)
- Billy Warlock : Ricky Driscoll (1984-1985)
- Jess Walton : Kelly Harper (1984-1987)
- Debrah Farentino : Sloane Denning (1982-1987)
- Julie Parrish : Maggie Brady
- Rory Calhoun : Judson McCandless
- Julie Adams : Paula Denning
- Ron Harper : Jarrett Morgan / Baxter McCandless
- Anne Rogers : Mrs. Forbes Robinson (1984-1986)